# Torneio de xadrez de Bad Kissingen de 1928
O Torneio de xadrez de Bad Kissingen de 1928 foi uma competição internacional de xadrez realizada nas cidade de Bad Kissingen na Alemanha entre 12 e 25 de agosto no hotel Regentenbau. Foi o primeiro torneio de Capablanca após ter perdido o título mundial no anterior para Alekhine, que não participou do torneio para evitá-lo. Bogoljubow venceu a competição, e Capablanca ficou em segundo lugar após um início ruim. Max Euwe, que era um amador, ficou em terceiro lugar.

## Tabela de resultados[2]
| Jogador              | 1   | 2   | 3   | 4   | 5   | 6   | 7   | 8   | 9   | 10  | 11  | 12  | Total |
| Efim Bogoljubow      | xxx | 0   | 0.5 | 1   | 0.5 | 1   | 1   | 0.5 | 1   | 1   | 1   | 0.5 | 8     |
| José Raul Capablanca | 1   | xxx | 0.5 | 0.5 | 0.5 | 0.5 | 1   | 1   | 0.5 | 0   | 0.5 | 1   | 7     |
| Max Euwe             | 0.5 | 0.5 | xxx | 1   | 0.5 | 1   | 0   | 0   | 1   | 0.5 | 0.5 | 1   | 6.5   |
| Akiba Rubinstein     | 0   | 0.5 | 0   | xxx | 1   | 0.5 | 0.5 | 1   | 1   | 0.5 | 0.5 | 1   | 6.5   |
| Aaron Nimzovitch     | 0.5 | 0.5 | 0.5 | 0   | xxx | 0.5 | 0.5 | 0.5 | 0   | 1   | 1   | 1   | 6     |
| Richard Réti         | 0   | 0.5 | 0   | 0.5 | 0.5 | xxx | 0.5 | 1   | 0.5 | 0.5 | 1   | 0.5 | 5.5   |
| Frederick Yates      | 0   | 0   | 1   | 0.5 | 0.5 | 0.5 | xxx | 0.5 | 0   | 0.5 | 0.5 | 1   | 5     |
| Savielly Tartakower  | 0.5 | 0   | 1   | 0   | 0.5 | 0   | 0.5 | xxx | 1   | 0.5 | 0.5 | 0.5 | 5     |
| Frank Marshall       | 0   | 0.5 | 0   | 0   | 1   | 0.5 | 1   | 0   | xxx | 1   | 0.5 | 0.5 | 5     |
| Rudolf Spielmann     | 0   | 1   | 0.5 | 0.5 | 0   | 0.5 | 0.5 | 0.5 | 0   | xxx | 0.5 | 0.5 | 4.5   |
| Siegbert Tarrasch    | 0   | 0.5 | 0.5 | 0.5 | 0   | 0   | 0.5 | 0.5 | 0.5 | 0.5 | xxx | 0.5 | 4     |
| Jacques Mieses       | 0.5 | 0   | 0   | 0   | 0   | 0.5 | 0   | 0.5 | 0.5 | 0.5 | 0.5 | xxx | 3     |